# Turckheim
Turckheim (niem. Türkheim) – miejscowość i gmina we Francji, w regionie Grand Est, w departamencie Górny Ren.
Według danych na rok 1990 gminę zamieszkiwało 3567 osób, a gęstość zaludnienia wynosiła 217 osób/km² (wśród 903 gmin Alzacji Turckheim plasuje się na 70. miejscu pod względem liczby ludności, natomiast pod względem powierzchni na miejscu 116.).